# アルジェの戦い
『アルジェの戦い』（アルジェのたたかい、原題: La battaglia di Algeri）は、1966年にイタリアで公開された映画。監督はジッロ・ポンテコルヴォ。アルジェリアのフランスからの独立までのアルジェリア戦争を描いている。
アルジェリア民族解放戦線（FLN)のメンバーとしてアルジェリアの独立に関わったヤセフ・サーディが映画のベースとなった原作を執筆し、独立運動地下組織の指導者サアリ・カデル役として出演もしている。目撃者や当事者の証言、残された記録文書をもとに、戦争の実体をドキュメンタリータッチで再現。アルジェリア市民8万人が撮影に協力し、主要キャストには実戦経験者を含む一般人も多数参加し、戦車・武器類はアルジェリア軍より調達された。アルジェリアの首都アルジェのカスバでオールロケを敢行し、5年の歳月をかけて製作した。
第27回ヴェネツィア国際映画祭で金獅子賞を受賞した際、現地入りしていたフランス代表団が「反仏映画」として反発し、フランソワ・トリュフォーを除く全員が会場を退席したという逸話が残されている。
2016年に、オリジナル言語版のデジタルリマスター版が公開された。

## あらすじ
1954年から1962年にかけてフランスの支配下にあったアルジェリアで起こった独立戦争中の1954年11月から1957年12月にかけて、フランス領アルジェリアの首都アルジェで起きた出来事を再構成したものである。
物語は、アルジェのカスバ（城塞）における革命運動の組織化から始まる。アルジェリアの地元住民とピエ・ノワールとの間で党派抗争は激しさを増し、双方の勢力が暴力的な行為を行う状態にまで発展する。フランス政府はフランス陸軍の空挺部隊をこの都市に派遣し、民族解放戦線（FLN）のメンバーと戦闘を行った結果、そのメンバーを捕らえる。空挺部隊は、暗殺か捕獲によってFLN指導部全体を壊滅させようと試みる。
映画は民族主義者のデモと暴動を描いたシーンで終わり、フランスはアルジェの戦いには勝ったが、アルジェリア戦争には負けたことを示唆している。

## ギャラリー

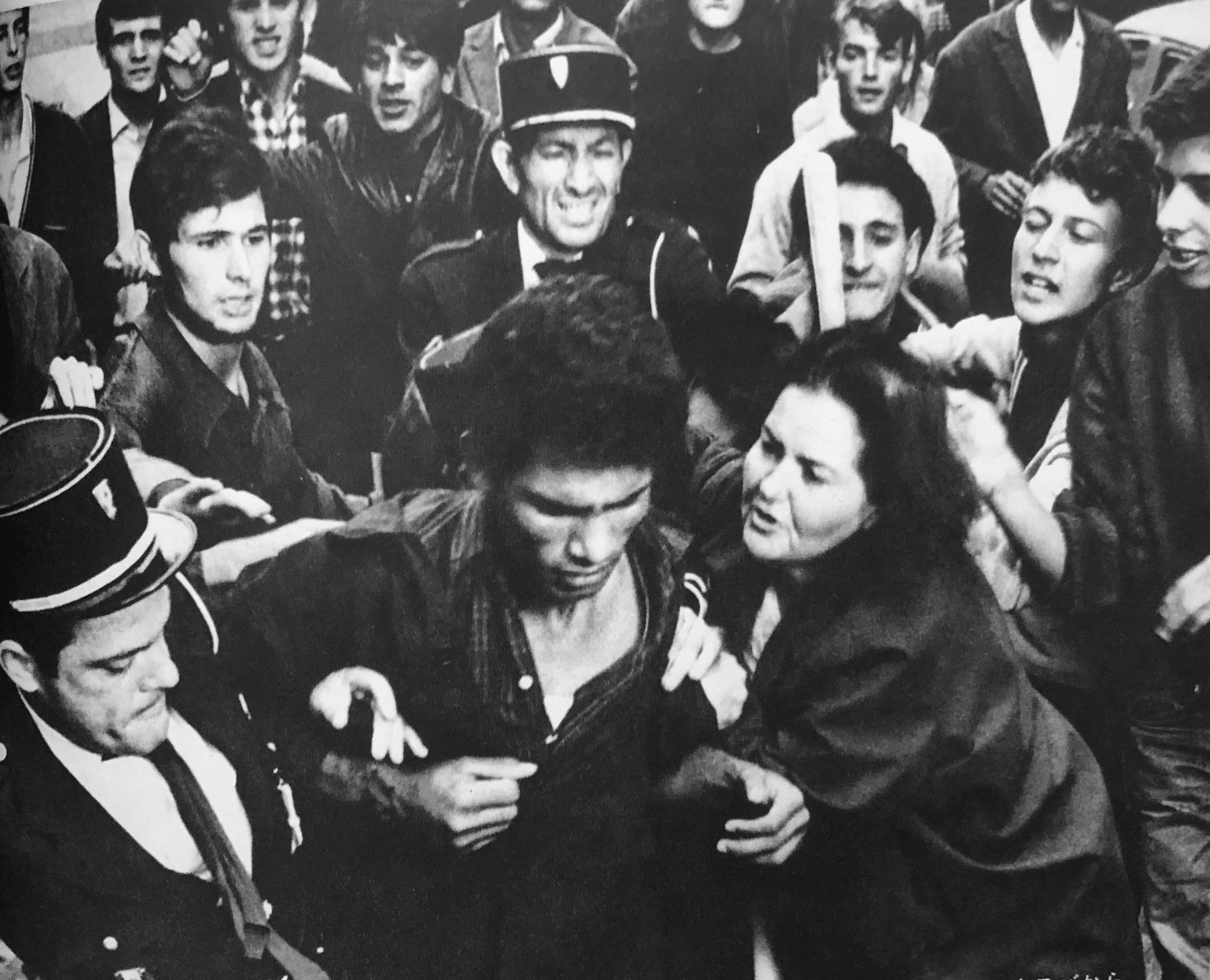
ブラヒム・ハギアグ
ジャン・マルタン
ジャン・マルタン
カスバの住人に対する弾圧
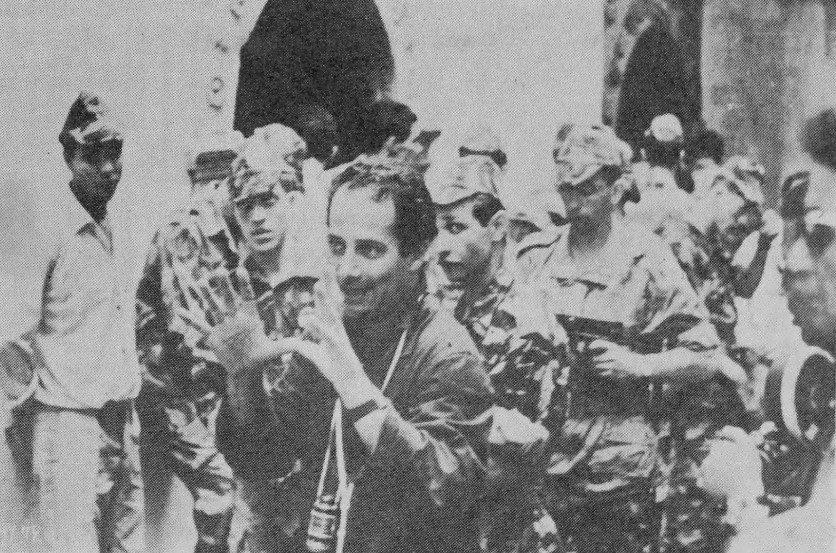
撮影現場。監督のジッロ・ポンテコルヴォ。
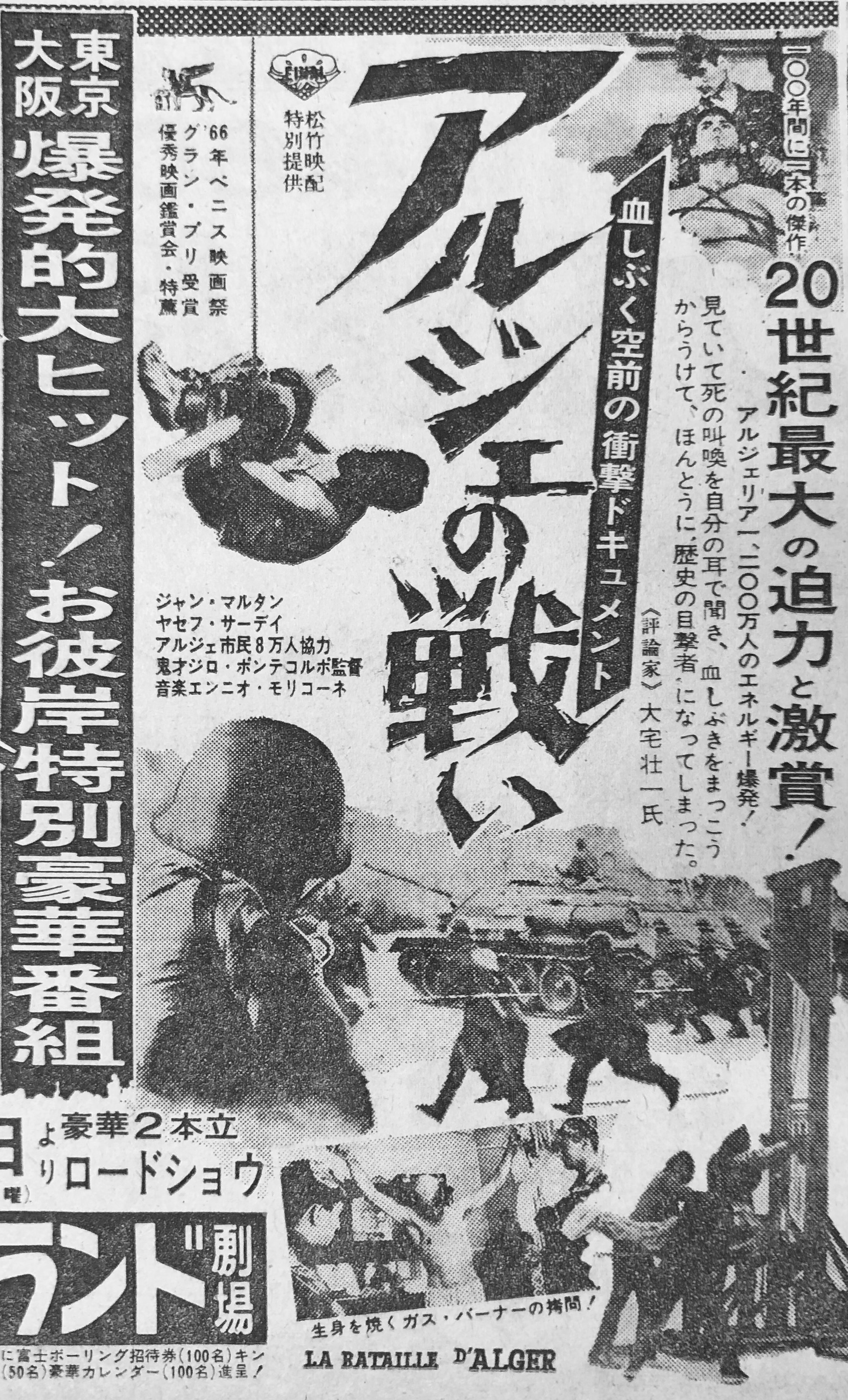
新聞広告

## キャスト
- アリ・ラ・ポワント：ブラヒム・ハギアグ
- マチュー陸軍中佐：ジャン・マルタン
- サーリ・カデル：ヤセフ・サーディ
- デュボワ：トマソ・ネリ
- ハリマ：ファウジア・エル・カデル
- ファシア：ミシェル・ケルバシュ
- オマール少年：モハメッド・ベン・カッセン

### 日本語版
※テレビ版、ソフト未収録。初回放送1972年9月21日『木曜洋画劇場』
- 出演：青野武、家弓家正、此島愛子他

## 受賞とノミネート
- 第27回ヴェネツィア国際映画祭（1966年）
  - 金獅子賞- 受賞
- 第39回アカデミー賞（1967年）
  - 外国語映画賞 - ノミネート
- 第41回アカデミー賞（1969年）
  - 監督賞 - ノミネート
  - 脚本賞 - ノミネート